# Características físicas padrão de asteroides
Para a maioria dos asteróides numerados, quase nada é conhecido além de alguns parâmetros físicos e elementos orbitais. Algumas características físicas só podem ser estimadas. Os dados físicos são determinados fazendo certas suposições padrão.

## Dimensões
Dados do levantamento de planetas menores IRAS ou levantamento de planetas menores do Midcourse Space Experiment (MSX) (disponível no Planetary Data System Small Bodies Node (PDS)) é a fonte usual do diâmetro.
Para muitos asteróides, a análise da curva de luz fornece estimativas da direção dos pólos e proporções de diâmetro. As estimativas anteriores a 1995 coletadas por Per Magnusson são tabuladas no PDS, com os dados mais confiáveis sendo as sínteses rotuladas nas tabelas de dados como "Synth". Determinações mais recentes para várias dezenas de asteróides são coletadas na página da web de um grupo de pesquisa finlandês em Helsinque, que está realizando uma campanha sistemática para determinar pólos e modelar modelos de curvas de luz.
Esses dados podem ser usados para obter uma melhor estimativa das dimensões. As dimensões de um corpo são geralmente dadas como um elipsóide triaxial, cujos eixos são listados em ordem decrescente como a × b × c . Se tivermos as razões de diâmetro μ = a / b, ν = b / c das curvas de luz e um diâmetro médio IRAS d, define-se a média geométrica dos diâmetros {\displaystyle d=(abc)^{\frac {1}{3}}\,\!} para consistência, e obtém os três diâmetros:
{\displaystyle a=d\,(\mu ^{2}\nu )^{\frac {1}{3}}\,\!}
{\displaystyle b=d\,\left({\frac {\nu }{\mu }}\right)^{\frac {1}{3}}\,\!}
{\displaystyle c={\frac {d}{(\nu ^{2}\mu )^{\frac {1}{3}}}}\,\!}

## Massa
Salvo determinações de massa detalhadas, a massa M pode ser estimada a partir do diâmetro e (assumidos) valores de densidade ρ calculados como abaixo.
{\displaystyle M={\frac {\pi abc\rho }{6}}\,\!}
Tais estimativas podem ser indicadas como aproximadas pelo uso de um til "~". Além dessas "estimativas", as massas podem ser obtidas para os asteróides maiores resolvendo as perturbações que causam nas órbitas uns dos outros, ou quando o asteróide tem um companheiro orbital de raio orbital conhecido. As massas dos maiores asteróides 1 Ceres, 2 Pallas e 4 Vesta também podem ser obtidas a partir de perturbações de Marte. Embora essas perturbações sejam pequenas, elas podem ser medidas com precisão a partir de dados de alcance de radar da Terra até naves espaciais na superfície de Marte, como as sondas Viking.

## Densidade
Além de alguns asteróides cujas densidades foram investigadas, é preciso recorrer a suposições esclarecidas. Veja Carry para um resumo.
Para muitos asteróides foi assumido um valor de ρ ~2 g/cm 3.
No entanto, a densidade depende do tipo espectral do asteroide. Krasinsky et ai. fornece cálculos para as densidades médias de asteróides das classes C, S e M como 1,38, 2,71 e 5,32 g/cm 3. (Aqui "C" incluía as classes Tholen C, D, P, T, B, G e F, enquanto "S" incluía as classes Tholen S, K, Q, V, R, A e E). Assumir esses valores (em vez dos atuais ~2 g/cm 3 ) é um palpite melhor.

## Período de rotação
O período de rotação geralmente é obtido dos parâmetros da curva de luz no PDS.

## lasse espectral
A classe espectral é geralmente retirada da classificação de Tholen no PDS.

## magnitude absoluta
CA magnitude absoluta é geralmente fornecida pelo levantamento de planetas menores IRAS ou pelo levantamento de planetas menores MSX (disponível no PDS).

## Albedo
Albedos astronômicos são geralmente fornecidos pelo levantamento de planetas menores IRAS ou pelo levantamento de planetas menores MSX (disponível no PDS). Estes são albedos geométricos . Se não houver dados IRAS/MSX, uma média aproximada de 0,1 pode ser usada.